# Campioni italiani assoluti di atletica leggera indoor - Salto con l'asta femminile
Questa pagina raccoglie un elenco di tutte le campionesse italiane dell'atletica leggera nel salto con l'asta indoor, ultima specialità ad essere entrata nel programma dei campionati italiani assoluti al coperto. Il primo titolo fu assegnato nel 1995 e la gara fa attualmente parte del programma.

## Albo d'oro
| Anno | Atleta (società)                                       | Prestazione |
| ---- | ------------------------------------------------------ | ----------- |
| 1995 | Maria Carla Bresciani Atletica Altogarda               | 3,40 m      |
| 1996 | Maria Carla Bresciani CUS Palermo                      | 3,50 m      |
| 1997 | Maria Carla Bresciani CUS Palermo                      | 3,70 m      |
| 1998 | Francesca Dolcini SAI Assicura                         | 4,10 m      |
| 1999 | Francesca Dolcini SAI Assicura                         | 3,90 m      |
| 2000 | Francesca Dolcini SAI Assicura                         | 4,15 m      |
| 2001 | Francesca Dolcini SAI Assicura                         | 4,25 m      |
| 2002 | Francesca Dolcini SAI Assicura                         | 4,10 m      |
| 2003 | Maria Carla Bresciani Gruppo Sportivo Fiamme Oro       | 3,95 m      |
| 2004 | Sarah Semeraro CUS Torino                              | 3,90 m      |
| 2005 | Sara Bruzzese Centro Sportivo Esercito                 | 3,95 m      |
| 2006 | Anna Giordano Bruno CUS Trieste                        | 4,20 m      |
| 2007 | Elena Scarpellini Fondiaria SAI Atletica               | 4,15 m      |
| 2008 | Elena Scarpellini Fondiaria SAI Atletica               | 4,25 m      |
| 2009 | Anna Giordano Bruno Assindustria Sport Padova          | 4,20 m      |
| 2010 | Elena Scarpellini Centro Sportivo Aeronautica Militare | 4,30 m      |
| 2011 | Anna Giordano Bruno Assindustria Sport Padova          | 4,30 m      |
| 2012 | Anna Giordano Bruno Assindustria Sport Padova          | 4,30 m      |
| 2013 | Roberta Bruni Atletica Studentesca CA.RI.RI.           | 4,60 m      |
| 2014 | Giorgia Benecchi Centro Sportivo Esercito              | 4,30 m      |
| 2015 | Roberta Bruni Gruppo Sportivo Forestale                | 4,30 m      |
| 2016 | Sonia Malavisi Gruppi Sportivi Fiamme Gialle           | 4,35 m      |
| 2017 | Maria Roberta Gherca Atletica Velletri                 | 4,15 m      |
| 2018 | Roberta Bruni Centro Sportivo Carabinieri              | 4,35 m      |
| 2019 | Sonia Malavisi Gruppi Sportivi Fiamme Gialle           | 4,50 m      |
| 2020 | Elisa Molinarolo Atletica Riviera del Brenta           | 4,30 m      |
| 2021 | Roberta Bruni Centro Sportivo Carabinieri              | 4,41 m      |
| 2022 | Elisa Molinarolo Gruppo Sportivo Fiamme Oro            | 4,46 m      |
| 2023 | Roberta Bruni Centro Sportivo Carabinieri              | 4,62 m      |